# Loi demi-logistique
En théorie des probabilités et en statistique, la loi demi-logistique est une loi de probabilité continue de la valeur absolue d'une variable aléatoire de loi logistique. Si Y est une variable aléatoire de loi logistique, alors
{\displaystyle X=|Y|\!}
est de loi demi-logistique. Cette loi dépend alors des deux mêmes paramètres que la loi logistique : {\textstyle \mu \in \mathbb {R} } et {\textstyle \sigma >0}, représentée par la notation : {\displaystyle X\sim {\frac {1}{2}}\log(\mu ,\sigma )}.

## Caractéristique

### Densité de probabiltié
La densité de probabilité de la loi demi-logistique est donnée par :
{\displaystyle f_{X}(x)={\begin{cases}{\frac {2\exp({\frac {x-\mu }{\sigma }})}{\sigma \left(1+\exp({\frac {x-\mu }{\sigma }})\right)^{2}}}&{\text{ si }}x>\mu \\0&{\text{ sinon.}}\end{cases}}}
Dans le cas centré réduit, c'est-à-dire {\displaystyle \mu =0} et {\displaystyle \sigma =1}, la densité de probabilité s'écrit :
{\displaystyle f_{X}(x)={\begin{cases}{\frac {2\mathrm {e} ^{x}}{(1+\mathrm {e} ^{x})^{2}}}&{\text{ si }}x>0\\0&{\text{ sinon.}}\end{cases}}}

### Fonction de répartition
La fonction de répartition de la loi demi-logistique est:
{\displaystyle F_{X}(x)={\begin{cases}{\frac {\exp({\frac {x-\mu }{\sigma }})-1}{\exp({\frac {x-\mu }{\sigma }})+1}}&{\text{ si }}x>\mu \\0&{\text{ sinon.}}\end{cases}}}
et pour le cas centré réduit :
{\displaystyle F_{X}(x)={\begin{cases}{\frac {\mathrm {e} ^{x}-1}{\mathrm {e} ^{x}+1}}&{\text{ si }}x>0\\0&{\text{ sinon.}}\end{cases}}}
En particulier, {\textstyle F_{X}(x)=2f_{X}(x)-1}.

## Liens avec d'autres lois
- {\displaystyle \ln \left({\frac {\mathrm {e} ^{X}+1}{\mathrm {e} ^{X}-1}}\right)\sim {\frac {1}{2}}\log(0,1)} si et seulement si {\displaystyle X\sim {\mathcal {E}}(1)} (loi exponentielle).
- {\displaystyle \ln \left(X-1\right)\sim {\frac {1}{2}}\log(0,1)} si et seulement si {\displaystyle X\sim \operatorname {Pareto} (1,2)} (Distribution de Pareto).
- Si {\displaystyle X\sim U(0,1)} (loi uniforme continue), alors {\displaystyle \ln \left({\frac {2-X}{X}}\right)\sim {\frac {1}{2}}\log(0,1)}.